# Dresta
Dresta, de son vrai nom Andre DeSean Wicker, né le 18 avril 1971 à Compton, en Californie, est un rappeur américain. Issu de la côte Ouest, sa renommée est due à sa collaboration avec Eazy-E au single Real Muthaphuckkin G's, référence dans le genre de la diss song, extrait de l'album EP d'Eazy-E It's On (Dr. Dre) 187um Killa.

## Biographie

### Jeunesse
Andre DeSean Wicker est né et a grandi à Compton, en Californie. Lui et son frère Arlandis Hinton deviennent membres du gang des Crips. Ils sont également affiliés aux Nutty Blocc Compton Crips. Il est accusé d'avoir agressé un autre membre du gang à Compton en 1988, et est incarcéré à la California Division of Juvenile Justice de Camarillo jusqu'en 1993.

### Carrière musicale
Pendant ces cinq années d'incarcération, Wicker se lance dans l'écriture musicale et le rap, et gagne une certaine notoriété. Quelques mois après la libération de Wicker, lui et Hinton collaborent avec Eazy-E pour enregistrer Real Muthaphukkin G's. Dresta (Wicker) et B.G. Knocc Out (Hinton) signent au label Ruthless Records avec Eazy-E. Ils participent à l'EP certifié multi-disque de platine It's On (Dr. Dre) 187um Killa d'Eazy, à la chanson Real Muthaphuckkin G's.
En 1995, Dresta et B.G. Knocc Out publient leur premier et seul album en date Real Brothas. À la fin de l'année, ils participent à l'album posthume d'Eazy, Str8 off tha Streetz of Muthaphukkin Compton.
Après l'incarcération de B.G. Knocc Out en 1998, Dresta collabore avec Death Row Records. Dresta participe à deux titres extraits de la compilation Too Gangsta for Radio, mais ne signera pas avec le label. Dresta, ensuite, lors d'un entretien, travailler sur la série de mixtapes Dirty West. Dresta a également écrit l'album de Dr. Dre Detox, mais n'a pas voulu collaborer avec lui. Il critique Dre du fait qu'il s'entoure de musiciens médiocres et à cause des nombreux reports de date de sortie pour son album Detox

## Fusillade de 1994
Le 14 janvier 1994, Tyrone Thomas (alias Tony Bogard), Andre Wicker et Rodney Compton sont impliqués dans une confrontation de gang. Thomas et Compton sont d'anciens membres des Grape Street Watts Crips, et Thomas a aidé à organiser une confrontation entre les Crips et les Bloods à Watts en 1992.
À environ 18 h 30 heure locale, une fusillade éclate dans un parking à la 2200 block of East 114th Street. 25 coups de feu retentissent, six d'entre eux touchant Thomas qui aurait été vraisemblablement la cible privilégiée lors de la fusillade. Selon les témoins, Thomas a rétorqué avec deux balles qui auraient possiblement touchées ses agresseurs.
Thomas et Wicker sont emmenés au Martin Luther King, Jr. Multi-Service Ambulatory Care Center, où Thomas succombera à ses blessures. À son arrivée à l'hôpital, Wicker se trouve dans un état critique ; il se fait opérer du bras gauche et sort dans la semaine. Compton est blessé au bras et soigné au St. Francis Medical Center de Lynwood. Il est plus tard arrêté pour le meurtre de Thomas mais libéré sur parole le 31 mai 1994.

## Discographie

### Album studio
- 2010 : Awbymyself

### Album collaboratif
- 1995 : Real Brothas (avec B.G. Knocc Out)
- 2010 : Some Newz (The Mixtape) (VS Productions)